# Jonas Lichfeldt
Jonas Lichfeldt, född 23 april 1705 i Ringarums socken, död 13 juli 1756 i Ringarums socken, var en svensk präst i Ringarums församling.

## Biografi
Jonas Lichfeldt föddes 23 april 1705 i Ringarums socken. Han var son till tråddragaren Heinrich Lichfeldt och Rebecca Kock i Gusum. Lichfeldt studerade under 7 år i Linköping och blev höstterminen 1728 student vid Uppsala universitet. Han prästvigdes 9 juni 1736 till adjunkt i Risinge församling. Lichfeldt blev 1742 kyrkoherde i Näsby församling och 1749 kyrkoherde i Ringarums församling. Han var 1745 respondedt vid prästmötet. Lichfeldt avled 13 juli 1756 i Ringarums socken.

### Familj
Lichfeldt gifte sig 29 september 1743 med Christina Catharina Wong (1722–1771). Hon var dotter till kyrkoherden i Hällestads socken. De fick tillsammans barnen Daniel Heinrich (född 1744), Anna Christina (1745–1773), Olof Fredric (född 1746) och Jonas Israel (1748–1772). Efter Lichfeldts död gift Christina Catharina Wong om sig med kyrkoherden N. Wiesendorff i Ringarusm socken.